# Astragalus vassilczenkoanus
Astragalus vassilczenkoanus là một loài thực vật có hoa trong họ Đậu. Loài này được Golosk. miêu tả khoa học đầu tiên.